# Zaziessenciel Tour
 (août 2020).

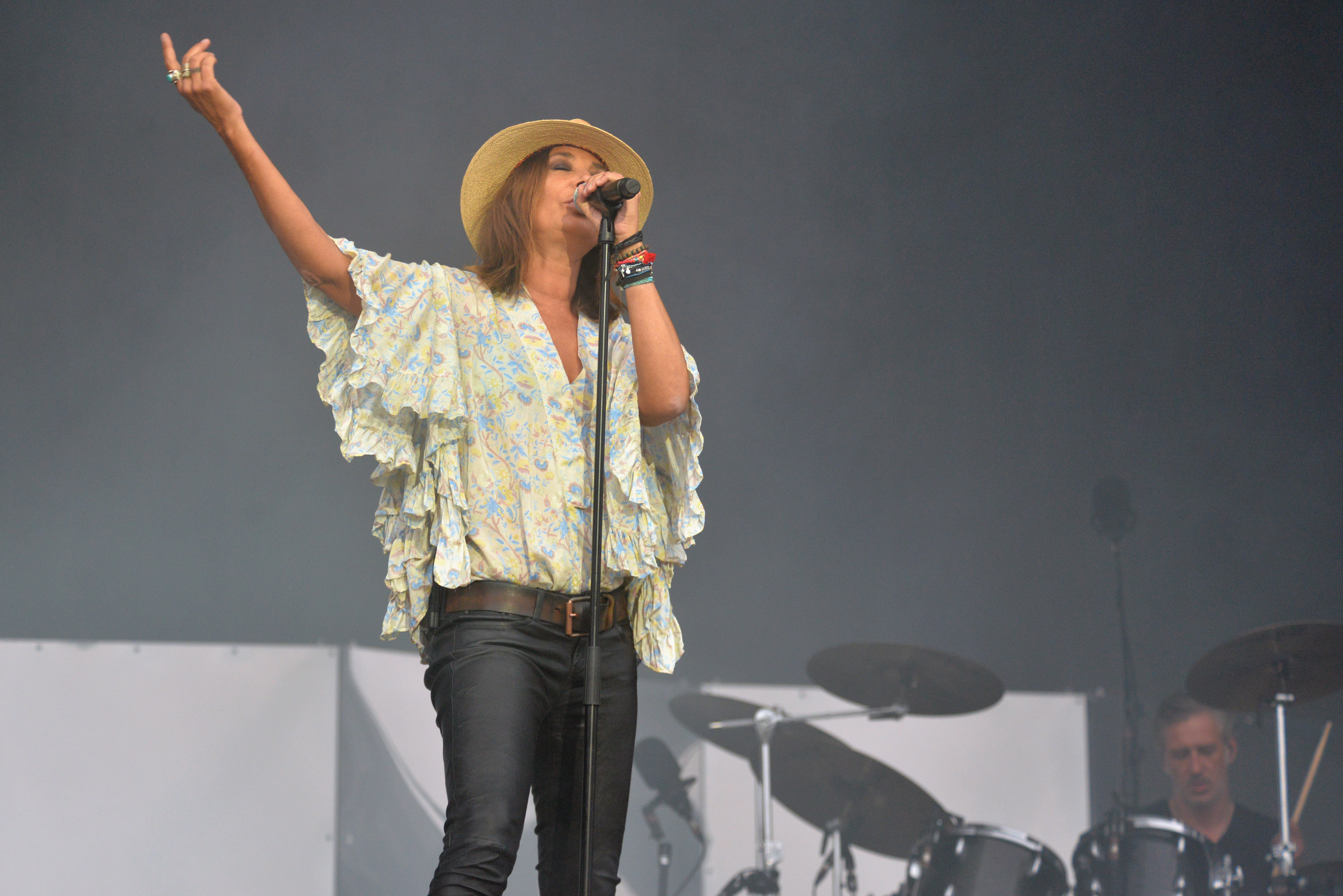
Zazie au festival Papillons de nuit 2019 à Saint-Laurent-de-Cuves

Le Zaziessenciel tour est la dixième tournée de Zazie, qui accompagne l'album Essenciel. 
Elle démarre le 18 avril 2019 au Printemps de Bourges et se termine le 5 septembre 2020 à Mouilleron-le-Captif. Les dates de la tournée ont été annoncées le 22 novembre 2018, au lendemain de la mise en ligne du clip Essenciel, second single de l'album. La tournée est précédée de trois dates « préliminaires » à Paris les 18, 19 et 20 mars 2019. 

## Affiche
L'affiche représente Zazie en plan poitrine, nue, de profil dans une ambiance rose et grise. La moitié droite de la chanteuse est partiellement pixelisée.

## Dates et lieux
| Date               | Pays       | Ville                                 | Lieu                                  |
| ------------------ | ---------- | ------------------------------------- | ------------------------------------- |
| 18 mars 2019       | France     | Paris                                 | La Machine du Moulin Rouge            |
| 19 mars 2019       | France     | Paris                                 | Badaboum                              |
| 20 mars 2019       | France     | Paris                                 | Yoyo (Palais de Tokyo)                |
| 18 avril 2019      | France     | Bourges (Cher)                        | Printemps de Bourges                  |
| 28 avril 2019      | France     | Chamonix (Haute-Savoie)               | Festival Musilac                      |
| 29 mai 2019        | France     | Saint-Omer (Pas-de-Calais)            | Scénéo                                |
| 31 mai 2019        | France     | Saint-Amand-les-Eaux (Nord)           | Pasino                                |
| 1er juin 2019      | France     | Enghien-les-Bains (Val-d'Oise)        | Casino Barrière                       |
| 9 juin 2019        | France     | Saint-Laurent-de-Cuves (Manche)       | Festival Papillons de Nuit            |
| 14 juin 2019       | France     | Maury (Pyrénées-Orientales)           | Festival Voix de Femmes               |
| 16 juin 2019       | Suisse     | Neuchâtel                             | Festi'neuch                           |
| 22 juin 2019       | France     | Bordeaux (Gironde)                    | Fête du Fleuve                        |
| 23 juin 2019       | France     | Aurillac (Cantal)                     | Aurillac en scène                     |
| 24 juin 2019       | France     | Lyon (Rhône)                          | Nuits de Fourvière                    |
| 28 juin 2019       | France     | Chamarande (Essonne)                  | Francofolies de l'Essonne             |
| 30 juin 2019       | France     | Nîmes (Gard)                          | Festival de Nîmes                     |
| 5 juillet 2019     | France     | Albi (Tarn)                           | Festival Pause Guitare                |
| 6 juillet 2019     | France     | Saint-Malô-du-Bois (Vendée)           | Festival de Poupet                    |
| 14 juillet 2019    | France     | La Rochelle (Charente-Maritime)       | Francofolies de la Rochelle           |
| 18 juillet 2019    | France     | Carhaix-Plouguer (Finistère)          | Festival des Vieilles Charrues        |
| 20 juillet 2019    | France     | Oyonnax (Ain)                         | Oh Bugey Festival                     |
| 21 juillet 2019    | Belgique   | Spa                                   | Francofolies                          |
| 26 juillet 2019    | France     | Sollies-Pont (Var)                    | Festival du Château                   |
| 27 juillet 2019    | France     | Narbonne (Aude)                       | Jazz Festival au Château l'Hospitalet |
| 2 août 2019        | France     | Bigorre (Hautes-Pyrénées)             | Pic du Midi                           |
| 04 août 2019       | Belgique   | Ronquières                            | Ronquières Festival                   |
| 6 août 2019        | France     | Ramatuelle (Var)                      | Festival de Ramatuelle                |
| 8 août 2019        | France     | Ajaccio (Corse)                       | Théâtre de verdure du Casone          |
| 7 septembre 2019   | France     | Bourgoin-Jallieu (Isère)              | Les Belles journées                   |
| 11 octobre 2019    | France     | Blois (Loir-et-Cher)                  | Jeu de paume                          |
| 12 octobre 2019    | France     | Vierzon (Cher)                        | Théâtre Mac Nab                       |
| 13 octobre 2019    | France     | Vichy (Allier)                        | Opéra de Vichy                        |
| 21 octobre 2019    | France     | Forges-les-Eaux (Seine-Maritime)      | Espace de Forges                      |
| 22 octobre 2019    | France     | Troyes (Aube)                         | Festival Nuits de Champagne           |
| 24 octobre 2019    | France     | Marseille (Bouches-du-Rhône)          | Le Silo                               |
| 25 octobre 2019    | France     | Marseille (Bouches-du-Rhône)          | Le Silo                               |
| 4 novembre 2019    | France     | Cambrai (Nord)                        | Théâtre de Cambrai                    |
| 5 novembre 2019    | France     | Le Mans (Sarthe)                      | Festival Bebop                        |
| 7 novembre 2019    | France     | Lille (Nord)                          | Sebastopol                            |
| 8 novembre 2019    | France     | Lille (Nord)                          | Sebastopol                            |
| 9 novembre 2019    | France     | Lille (Nord)                          | Sebastopol                            |
| 12 novembre 2019   | France     | Paris                                 | Olympia                               |
| 13 novembre 2019   | France     | Paris                                 | Olympia                               |
| 14 novembre 2019   | France     | Paris                                 | Olympia                               |
| 15 novembre 2019   | France     | Paris                                 | Olympia                               |
| 16 novembre 2019   | France     | Paris                                 | Olympia                               |
| 20 novembre 2019   | France     | Jonzac (Charente-Maritime)            | Centre des congrès de Haute-Saintonge |
| 21 novembre 2019   | France     | Bordeaux (Gironde)                    | Théâtre Femina                        |
| 22 novembre 2019   | France     | Bordeaux (Gironde)                    | Théâtre Femina                        |
| 23 novembre 2019   | France     | Bordeaux (Gironde)                    | Théâtre Femina                        |
| 3 décembre 2019    | France     | Paris                                 | Olympia                               |
| 4 décembre 2019    | France     | Paris                                 | Olympia                               |
| 6 décembre 2019    | France     | Thionville (Moselle)                  | Théâtre                               |
| 7 décembre 2019    | Luxembourg | Luxembourg                            | Atelier                               |
| 8 décembre 2019    | France     | Strasbourg (Bas-Rhin)                 | PMC                                   |
| 16 décembre 2019   | France     | Vernouillet (Yvelines)                | L'Atelier à Spectacle                 |
| 17 décembre 2019   | France     | Lille (Nord)                          | Sebastopol                            |
| 19 décembre 2019   | France     | Nice (Alpes-Maritimes)                | Acropolis                             |
| 20 décembre 2019   | France     | Montpellier (Hérault)                 | Corum                                 |
| 13 janvier 2020    | France     | Sarlat-la-Canéda (Dordogne)           | Centre Culturel de Sarlat             |
| 14 janvier 2020    | France     | Toulouse (Haute-Garonne)              | Casino Barrière                       |
| 15 janvier 2020    | France     | Toulouse (Haute-Garonne)              | Casino Barrière                       |
| 16 janvier 2020    | France     | Toulouse (Haute-Garonne)              | Casino Barrière                       |
| 18 janvier 2020    | France     | Grenoble (Isère)                      | Summum                                |
| 19 janvier 2020    | France     | Vals-près-le Puy (Haute-Loire)        | Palais des Spectacles                 |
| 27 janvier 2020    | France     | Talant (Côte-d'Or)                    | L’Écrin                               |
| 29 janvier 2020    | Belgique   | Bruxelles                             | Cirque Royal                          |
| 30 janvier 2020    | Belgique   | Bruxelles                             | Cirque Royal                          |
| 1er février 2020   | Suisse     | Morges                                | Théâtre de Beausobre                  |
| 2 février 2020     | Suisse     | Thônex                                | Salle des fêtes                       |
| 10 février 2020    | Belgique   | Mons                                  | Théâtre Royal                         |
| 11 février 2020    | Belgique   | Liège                                 | Forum                                 |
| 12 février 2020    | Belgique   | Liège                                 | Forum                                 |
| 14 février 2020    | France     | Rennes (Doubs)                        | Le Liberté                            |
| 15 février 2020    | France     | Tours (Indre-et-Loire)                | Le Vinci                              |
| 16 février 2020    | France     | Saint-Marcel (Eure)                   | Centre culturel Guy-Gambu             |
| 25 février 2020    | France     | Saint-Chamond (Loire)                 | Centre culturel                       |
| 27 février 2020    | France     | Le Blanc-Mesnil (Seine-Saint-Denis)   | Théâtre du Blanc-Mesnil               |
| 28 février 2020    | France     | Longjumeau (Essonne)                  | Théâtre de Longjumeau                 |
| 29 février 2020    | France     | Yerres (Essonne)                      | CEC                                   |
| 1er mars 2020      | France     | Montrouge (Hauts-de-Seine)            | Le Beffroi de Montrouge               |
| 9 mars 2020        | France     | Élancourt (Yvelines)                  | Le Prisme                             |
| 11 mars 2020       | Suisse     | Fribourg                              | Théâtre Équilibre                     |
| 12 mars 2020       | France     | Bourg-les-Valence (Drôme)             | Théâtre le Rhône                      |
| 13 mars 2020       | France     | Annecy (Haute-Savoie)                 | Arcadium                              |
| 14 mars 2020       | France     | Clermont Ferrand (Puy-de-Dôme)        | Coopérative de Mai                    |
| 15 mars 2020       | France     | Clermont Ferrand (Puy-de-Dôme)        | Coopérative de Mai                    |
| 23 mars 2020       | France     | Clichy-sous-Bois (Seine-Saint-Denis)  | L'espace 93                           |
| 24 mars 2020       | France     | Herblay (Val-d'Oise)                  | Théâtre Roger-Barat                   |
| 26 mars 2020       | France     | Béthune (Pas-de-Calais)               | Théâtre municipal                     |
| 27 mars 2020       | France     | Dunkerque (Nord)                      | Kursaal                               |
| 28 mars 2020       | France     | Le Havre (Seine-Maritime)             | Carré des Docks                       |
| 29 mars 2020       | France     | Saint-Quentin (Aisne)                 | Le Splendid                           |
| 6 avril 2020       | France     | Saint-Avold (Moselle)                 | Centre culturel Pierre-Messmer        |
| 7 avril 2020       | France     | Soissons (Aisne)                      | Le Mail                               |
| 9 avril 2020       | Suisse     | Saint-Maurice                         | Théâtre du Martolet                   |
| 10 avril 2020      | France     | Sausheim (Haut-Rhin)                  | ED&N                                  |
| 11 avril 2020      | France     | Roanne (Loire)                        | Le Scarabée                           |
| 12 avril 2020      | France     | La Souterraine (Creuse)               | Centre culturel Yves-Furet            |
| 20 avril 2020      | Monaco     | Monaco                                | Espace Léo-Ferré                      |
| 22 avril 2020      | France     | Courbevoie (Hauts-de-Seine)           | Centre événementiel                   |
| 23 avril 2020      | France     | Nantes (Loire-Atlantique)             | Cité des congrès                      |
| 24 avril 2020      | France     | Nantes (Loire-Atlantique)             | Cité des congrès                      |
| 25 avril 2020      | France     | Arcachon (Gironde)                    | Théâtre Olympia                       |
| 28 avril 2020      | France     | Boulogne-Billancourt (Hauts-de-Seine) | La Seine Musicale                     |
| 30 avril 2020      | France     | Caluire-et-Cuire (Rhône)              | Radiant Bellevue                      |
| 23 mai 2020        | France     | Gray (Haute-Saône)                    | Festival Rolling Saône                |
| 2 juillet 2020     | France     | Montélimar (Drôme)                    | Montélimar Agglo Fesitval             |
| 10 juillet 2020    | Belgique   | Bertrix                               | Baudet'stival                         |
| 21 juillet 2020    | France     | Carcassonne (Aude)                    | Festival de Carcassonne               |
| 22 juillet 2020    | France     | Beaulieu-sur-Mer (Alpes-Maritimes)    | Festival Les Nuits Guitares           |
| 26 juillet 2020    | Belgique   | Ere                                   | Festival Les Gens d'Ere               |
| 28 juillet 2020    | France     | Sète (Hérault)                        | Théâtre de la Mer                     |
| 29 juillet 2020    | France     | Sainte-Maxime (Var)                   | Théâtre de la Mer                     |
| 30 juillet 2020    | France     | Gémenos (Bouches-du-Rhône)            | Théâtre de Verdure                    |
| 30 août 2020       | France     | Agen (Lot-et-Garonne)                 | Les Fêtes d'Agen - Pruneau Show       |
| 31 août 2020       | France     | Villars-les-Dombes (Ain)              | Musicales du Parc des Oiseaux         |
| 1er septembre 2020 | France     | Villars-les-Dombes (Ain)              | Musicales du Parc des Oiseaux         |
| 5 septembre 2020   | France     | Mouilleron-le-Captif (Vendée)         | Festival Face & Si                    |
| 12 septembre 2020  | France     | Pierre-Bénite (Rhône)                 | Les Francophonides                    |

## Les Préliminaires
Zazie annonce une série de 3 concerts pour un tour de chauffe qu'elle appelle les préliminaires dans trois salles dans lesquelles elle n'a jamais joué : La machine du Moulin Rouge (830 places), le Yoyo (990 places) et le Badaboum (360 places). Décor sombre, 5 musiciens sur scène, Zazie porte une tenue simple : chapeau noir sur les deux trois premiers titres, t-shirt noir avec inscription « I like you very much »", pantalon en cuir bleu très foncé, bottines en cuir marron à fleurs. Elle interprète les titres suivants :
1. Tout
2. Waterloo
3. Zen
4. Des Rails
5. Nos âmes sont
6. Rue de la paix
7. Larsen
8. J'étais là
9. L'essenciel
10. Temps plus vieux
11. Je suis un homme
12. Speed
13. Rodéo

- Rappel : J'envoie valser